# ناحیه سادروس، شهرستان شمپین، ایلینوی
ناحیه سادروس، شهرستان شمپین، ایلینوی (به انگلیسی: Sadorus Township) یک منطقهٔ مسکونی در ایالات متحده آمریکا است که در شهرستان شمپین، ایلینوی واقع شده‌است. ناحیه سادروس ۹۶۷ نفر جمعیت دارد و ۲۱۳ متر بالاتر از سطح دریا واقع شده‌است.